# ベン・アガザンジェロウ

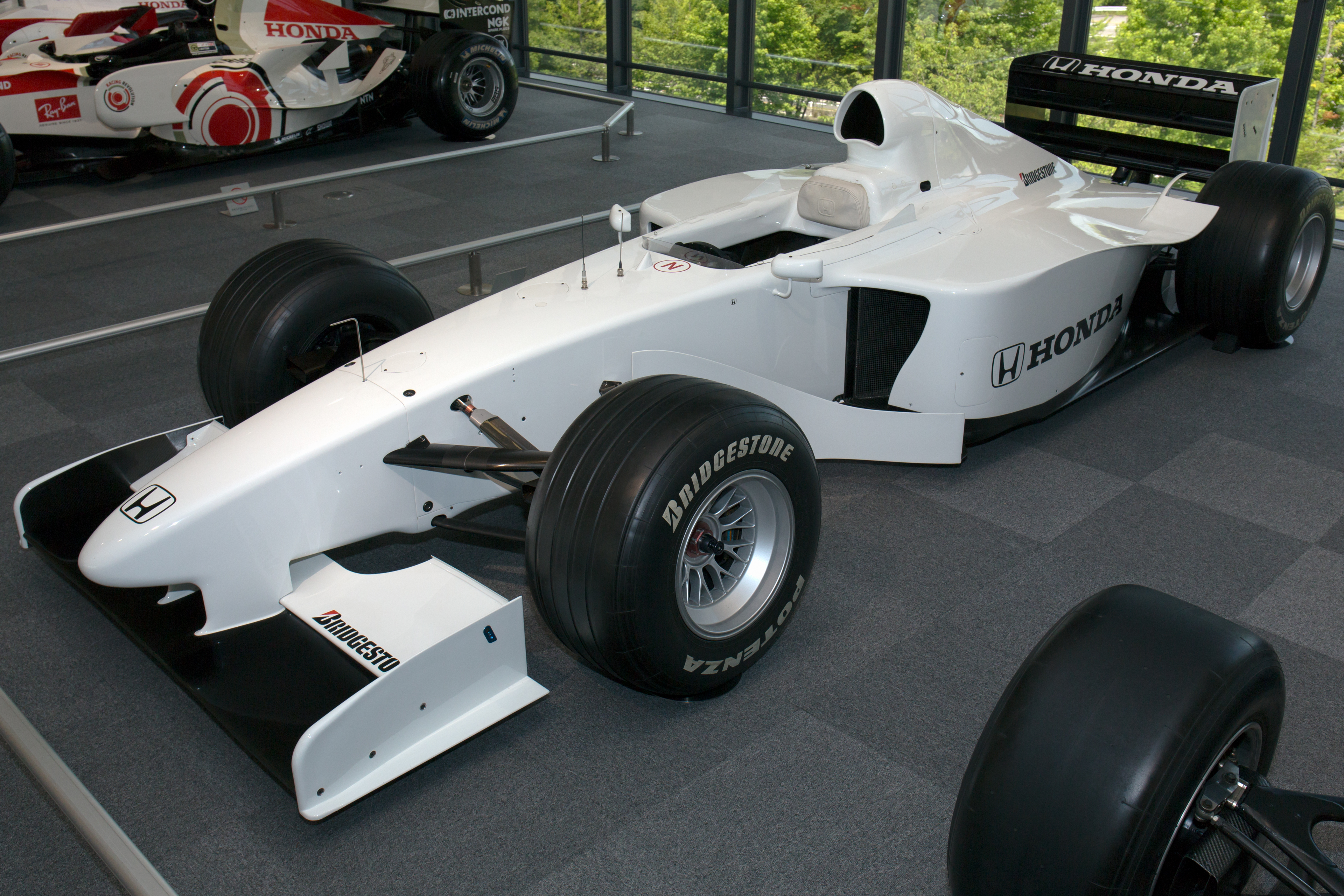
ホンダ・RA099

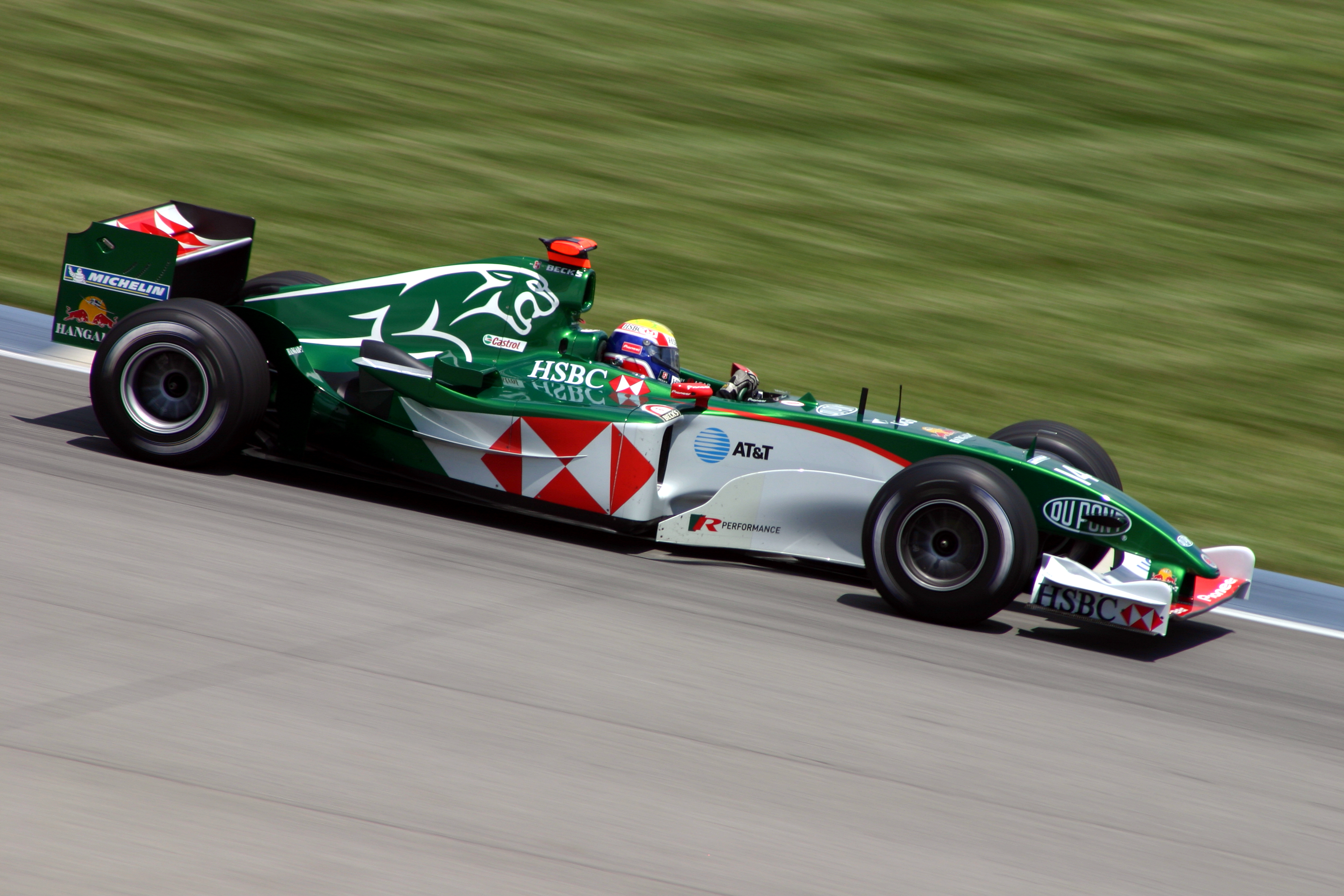
ジャガー・R5（2004年アメリカGP）

ベン・アガザンジェロウ（Ben Agathangelou, 1971年11月4日 - ）は、イギリスの自動車エンジニアで、主に空気力学を専門とする。現在、ハースF1チームのサポートをしている。
ジャン＝クロード・ミジョーのフォンドテックからF1チームに向けての空力サポートサービスをしている。

## 経歴
1971年11月4日、ハックニー・ロンドン自治区で生まれる。
1993年、サウサンプトン大学で航空宇宙工学の工学優等学位を取得する。
1994年から1997年まで、マクラーレンのエアロダイナミシスト。
1998年から1999年、フォンドテックのエアロダイナミシストとして、ティレルの共同オーナーだったハーベイ・ポスルスウェイトのデザインオフイスに所属し、ティレルの1999年車の設計をして、HRDのチーフエアロダイナミシストとしてRA099のテストに関わる。
1999年9月から2002年3月まで、ベネトンで空力部門のトップとしてB200、B201を設計開発。
2002年4月から2004年11月まで、空力部門のトップとしてビスターの元レイナード本部の風洞で、50人の空力チームを率い、ジャガーF1チームでR3を開発、R3B、R4、R5を設計開発、R6を設計。
2004年11月から2007年11月まで、レッドブルで空力チーフとしてRB1を開発、RB2を設計開発し、RB3の設計に参加。
2009年4月から2012年3月まで、ダラーラで製造コンサルタント。
2012年4月から2015年3月まで、フェラーリで空力エンジニア。
2015年3月から現在まで、ハースF1チームで空力チーフ。